# (161) Hathor
(161) Hathor es un asteroide perteneciente al cinturón de asteroides descubierto por James Craig Watson desde el observatorio Detroit de Ann Arbor, Estados Unidos, el 19 de abril de 1876.
Está nombrado por Hathor, una diosa de los mitología egipcia.

## Características orbitales
Hathor está situado a una distancia media del Sol de 2,381 ua, pudiendo alejarse hasta 2,706 ua. Su inclinación orbital es 9,054° y la excentricidad 0,1367. Emplea en completar una órbita alrededor del Sol 1342 días.